# Erik Marquardt
Erik Marquardt (nascido em 20 de outubro de 1987) é um político alemão que actua como membro do Parlamento Europeu pelo partido político Aliança 90/Os Verdes.